# Qatar Foundation
Qatar Foundation (Катарський фонд освіти, науки та суспільного розвитку) (араб.  مؤسسة قطر) — напівприватна некомерційна організація з Катару, заснована в 1995 році за указом шейха Хамада бін Халіфа Аль Тані, еміра Катару. На додаток до приватного фінансування ця організація має підтримку і фінансується урядом Катару. Головою Qatar Foundation є дружина еміра Моза бінт Насер аль-Міснед. Метою організації є підтримка Катаром різних підприємств, від вуглецевого видобутку до економіки знань, розкриваючи людський потенціал.
Qatar Foundation здійснює цю місію через три «стовпи»: освіта, наука і дослідження, розвиток громад. QF, працюючи у сфері освіти, допоміг побудувати філії ряду міжнародних університетів у Катарі, щоб допомогти розвитку сектора освіти, в якому молоді люди можуть розвивати вміння і навички, необхідних для оволодіння економікою знань. Основою науково-дослідного порядку денного є створення інноваційних технологій в Катарі і технологічного потенціалу з розробки та комерціалізації рішень на основі ключових наук. Його програми розвитку громади прагнуть сприяти формуванню прогресивного суспільства, а також підвищенню культурного потенціалу, захист спадщини Катару і задоволенню безпосередніх соціальних потреб суспільства.
Спільні підприємства в області розробки інформаційних технологій, телекомунікацій, політичних досліджень і управління персоналом є головним досягненням і метою Qatar Foundation.

## Освіта
В початковій і середній освіті, Qatar Foundation має ряд закладів:
- Катарська Академія та Академія Катару Аль-Хор: 12-класні школи, які пропонують міжнародні всеосяжні академічні програми.
- Академічна програма «Міст», програма після середньої школи, яка допомагає студентам перейти від середньої школи до університету.
- Інститут освіти Авсай є освітньою програмою надання допомоги та заходів, спрямованих на допомогу студентам, які мають академічні труднощі.
- Катарська Академія Лідерства являє собою партнерство між Qatar Foundation і Катарськими Збройними Силами, яка спрямована на заохочення не тільки академічної, але і спортивної діяльності, розвиваючи соціальні навички і виховуючи характер своїх студентів.

У вищих навчальних закладах Qatar Foundation створив філії восьми міжнародних університетів, своєрідне Місто Освіти:
- 1998 — Віргінський університет в Катарі, пропонує програми в галузі мистецтва та дизайну.
- 2002 — Медичний Коледж в Катарі, пропонує два роки долікарської програми та чотирирічну медичну програму, закінчивши яку, студент отримує ступінь доктора медицини.
- 2003 — Техаський Університет в Катарі, який пропонує програми в хімічній, електротехнічній, нафтовій та машинобудівній галузі.
- 2004 — Університет Карнегі-Меллон у Катарі, пропонує програми в області комп'ютерної науки, бізнесу та інформаційних систем.
- 2005 — Джорджтаунська школа дипломатичної служби в Катарі, пропонує програми з міжнародних відносин.
- 2008 — Північно-Західний університет в Катарі, пропонує програми в галузі журналістики та комунікації.
- 2011 — HEC Париж в Катарі, пропонує освітні програми для середнього і вищого класу.
- 2011 — Університетський коледж Лондона в Катарі, пропонує аспірантуру кваліфікації в музейній справі та археології у співпраці з Асоціацією музеїв Катару. Перший набір студентів відбувся в серпні 2012 року.
- 2013 — Університет Хамад бін Халіфа, розвивається дослідницький університет з коледжами по науці, техніці, технологіях, гуманітарних і соціальних наук, охорони здоров'я та бізнесу.

Ці міжнародні установи працюють пліч-о-пліч з факультетом Катарських ісламських досліджень, який провів набір в перші класи в 2007—2008 навчальному році. Міжнародний центр ісламської думки і діалогу прагне виховувати майбутніх учених, які будуть ґрунтуватися на ісламській вірі, практиці і цивілізації. Він пропонує ступінь магістра ісламських фінансів, сучасного ісламознавства та ісламської публічної політики.
Приблизно половина студентів цих університетів катарського походження. Близько 90 різних національностей представлені студентами, викладачами та співробітниками Міста Освіти.
В рамках проектів Qatar Foundation в галузі освіти він спонсорує Світовий саміт з інновацій в освіті (WISE), глобальний форум, який об'єднує зацікавлені сторони, думки лідерів і керівників з усього світу для обговорення питань освіти. Саміт був проведений в Досі у 2009 році:
- Перше засідання відбулося 16-18 листопада 2009 року.
- Друге — 7-9 грудня 2010 року.
- Третє засідання — 1-3 листопада 2011 року, в ході якого $ 500 000 були присуджені в якості премії по освіті[4], її удостоївся сер Фазле Хасан Абед, засновник і голова BRAC.

## Наука і наукові дослідження
Основна мета Qatar Foundation в цій області: допомогти створювати інноваційні технології в Катарі і розвивати технологічний потенціал у розробці і комерціалізації рішень в ключових науках. QF також розробляє стратегію дослідження, побудовану на основі дослідних підприємств з досвідом роботи за кордоном, для створення мережі, яка забезпечувала б можливість працювати на дому людям з обмеженими можливостями.
Дослідницький підрозділ було створено в Qatar Foundation у 2007 році для управління розробкою наукового співтовариства в Катарі. Воно провело кілька міжнародних конференцій в галузі біотехнології, нанотехнології та дослідження стовбурових клітин.
Катарський фонд наукових та науково-дослідних проектів включають в себе:
- Катарський Національний науковий фонд (QNRF) підтримує оригінальні, відібрані на конкурсній основі дослідження як місцевих, так і зарубіжних вчених для проектів, які узгоджуються з національною стратегією досліджень в Катарі і які включають Катарське партнерство.
- Катарський парк науки і технології (QSTP) є науково-дослідним центром і першою зоною вільної торгівлі Катару, був відкритий у березні 2009 року. 300 мільйонів доларів було інвестовано у створення об'єкта світового класу. Орендарі: ExxonMobil, Royal Dutch Shell, Total, Rolls-Royce plc, EADS і Microsoft.
- Катарський Інститут біомедичних досліджень.
- Катарський Інститут навколишнього середовища і енергетичних досліджень.
- Катарський обчислювальний дослідний інститут[5] (араб.  معهد قطر لبحوث الكمبيوتر) (QCRI), який проводить на рівні світового класу міждисциплінарні прикладні дослідницькі обчислення, які мають відношення до потреб Катару, всього арабського регіону і світу в цілому, використовуючи Катарську унікальну історичну, мовну та культурну спадщину.
- Медичний та дослідницький центр «Сідра»[6], новий навчальний науковий центр охорони здоров'я вартістю 7,9 мільярда доларів, який повинен відкритися в 2012 році. «Сідра» буде надавати клінічну допомогу, медичну освіту та біомедичні дослідження.

Інші науково-дослідні ініціативи включають:
- RAND Катарський Інститут політики, який пропонує аналіз проблем державної політики і допомагає реалізовувати довгострокові рішення для клієнтів по всьому регіону.
- Катарська програма Лідерства в науці, яка спрямована на розвиток перспективних наукових кадрів серед катарських випускників, які стануть майбутніми лідерами дослідження щодо організації стажування.
- Програма університетського дослідження, більшість університетів Освітнього містечка запустило свої власні дослідницькі програми, які часто співпрацюють з власне катарськими в науково-дослідних установах, щоб розробити нові ідеї для комерціалізації.
- QF-програма досліджень, в додаток до університетських програм QF сформував міжнародні партнерські зв'язки, в тому числі з Інститутом громадської політики Джеймса Бейкера (частина Університету Райса) і Лондонським королівським товариством.
- Серія лекцій представляє катарських студентів, дослідників і громадськість учених світового класу.
- Qscience.com публікує наукові статті високої якості з відкритим доступом.
- «Зірки Науки» — реаліті-шоу за участю молодих арабських новаторів, які конкурують у перетворенні своїх ідей в товарну продукцію.

У червні 2011 року Qatar Foundation провів сьоме засідання Всесвітньої конференції наукових журналістів, яка була запланована в Каїрі, але була перенесена в Доху в результаті єгипетської революції 2011 року.

## Спільнота з питань розвитку
Ініціативи Qatar Foundation з розвитку громад діляться на три категорії: сприяння прогресивної громадськості, зміцнення культурного життя і захист спадщини Катару, а також задоволення безпосередніх соціальних потреб суспільства.
Сприяння прогресивної громадськості з економіки знань:
- Доха Дебатс, ініціатива Qatar Foundation, яка знімається в місті Освіти і транслюється в ефірі BBC World.
- Лаком Аль Карар («рішення залишається за вами») національна телевізійна програма дискусії з політиками.
- QatarDebate пропонує проведення семінарів і конкурсів для підвищення рівня відкритої дискусії між студентами в Катарі. У 2010 році відбувся Всесвітній Дискусійний чемпіонат шкіл.
- Катарський Ярмарок Кар'єри щороку демонструє діапазон професійної орієнтації, освіти, працевлаштування, навчання та розвитку можливостей для катарських студентів і випускників.

Підвищення рівня культурного життя і захист спадщини Катару:
- Канал Аль-Джазіра для дітей є частиною Qatar Foundation і транслюється з Освітнього Міста разом з дошкільним арабським каналом, «Бараєм».
- Аль-Шакаб є центром тренування коней для кінного спорту. У ньому налагоджена ціла інфраструктура для заняття кінним спортом: академія верхової їзди, навчальний комплекс витривалості і центр для розведення та показу арабських коней світового класу. У березні 2013 року там відбулася міжнародне кінне змагання CHI Al Shaqab 2013.
- Арабо-ісламська Бібліотека Спадщини має цінні колекції книг, періодичних видань, рукописів, карт і наукових робіт, починаючи з XV століття.
- Mathaf — арабський музей сучасного мистецтва, був відкритий у 2010 році за підтримки Катарської музейної асоціації та приймає виставки, програми та заходи, які досліджують і просувають мистецтво арабських художників.
- Msheireb є комерційною організацією з розвитку півдня області Дивана, демонструючи передовий досвід як з відновлення давньої архітектури, так і з спорудження нового серця міста. Цей проект спочатку називався «Серце Дохи», але був перейменований в «Msheireb»[8] у зв'язку з історичною назвою місцевості.
- Катарський філармонічний оркестр був створений у 2008 році і складається з 101 музиканта. Він спрямований на просування музичної культури в Катарі і за його межами.

Задовольняючи негайні соціальні потреби в суспільстві:
- Вийти на Азію (ROTA) є благодійною ініціативою, спрямованою на сприяння проектами розвитку громад в країнах Азії. Він відреагував на кризу в таких країнах, як Пакистан, Індонезія, Ліван і сектор Гази.
- Катарська асоціація діабетиків пропонує програми і послуги людям, які борються з діабетом, відомою проблемою в регіоні Близького Сходу.
- Соціальний Центр розвитку працює над цільовими програмами співтовариства, щоб допомогти сім'ям у досягненні самозабезпечення. Це сприяє будівництву стабільної і самодостатньої сім'ї шляхом надання навчання на робочому місці і притримування позитивної трудової етики в країнах з низьким рівнем доходів сім'ї, жінок та молоді.
- Дохський Міжнародний інститут родини та розвитку проводить дослідження і сприяє виплаті допомоги на правових, соціологічних та наукових основах природної сім'ї як основного осередку суспільства.

## Спільні підприємства
Потреба в певних спеціалізованих навичках була визначена в економіці Катару. Qatar Foundation може придбати послуги за межами регіону для задоволення короткострокових потреб, він вважає, що майбутнє в будівництві місцевих кадрів досить світле, так що Катар може досягти певної стабільності у цій сфері.
Тому Qatar Foundation створив ряд комерційних спільних підприємств з глобальними партнерами. Отриманий прибуток поділяють обидві сторони.
- Фітч Катар є спільним підприємством компанії дизайну, яка створює бренди і розробляє фірмовий стиль для підприємств та інших організацій.
- Катарський Інститут Розвитку MICE (QMdi) є спільним підприємством з «Сінгекс Глобал», залучає передовий досвід у проведенні конференцій, конгресів та інших заходів.
- Катарський Національний конференц-центр (на стадії будівництва), як очікується, незабаром буде відкрито. Буде побудовано безліч конференц-залів, у тому числі глядацький зал на 2300 місць.
- Vodafone Qatar, другий оператор стільникового зв'язку в Катарі з початку березня 2009 року.
- MEEZA є постачальником ІТ-послуг для обслуговуючих підприємств.
- Катарські сонячні технології (QSTec) будують промисловий завод у місті Рас Лаффан, який буде виробляти в середньому 4000 тонн полікремнію в рік.
- Bloomsbury (катарський видавничий фонд), видає книги арабською та англійською мовами для підвищення рівня грамотності та культури у всьому регіоні.
- Bloomsbury (катарський журнальний фонд), організація з відкритим доступом для колегіального огляду академічних видавців, які роблять дослідження в регіоні доступними для всього світу.

## Спонсорство
10 грудня 2010 футбольний клуб «Барселона» оголосив, що домовився про спонсорство з Qatar Foundation на суму до € 170 млн протягом 5 років, закінчивши традицію неприйняття оплати від спонсорів. Угода включала пункт, що дозволяє змінити спонсора після перших двох сезонів, в липні 2013 року команда скористалася ним, новим головним спонсором клубу став Qatar Airways.
4 жовтня 2011 року Фонд Вікімедіа оголосив, що вони будуть працювати з Qatar Foundation, щоб підтримати розвиток арабської Вікіпедії.